# Erich (Schaumburg)
Erich von Holstein-Pinneberg (* 1420; † 24./25. März 1492) war regierender Graf von Holstein-Pinneberg.
Er war der  zweite Sohn Ottos II. von Holstein-Pinneberg und Elisabeth von Hohnsteins. Er war verheiratet mit Heba von Ostfriesland, Tochter von Ulrich I. Die Ehe blieb kinderlos.
Er regierte Holstein-Pinneberg und die Stammgrafschaft Schaumburg von 1464 bis 1474 zusammen mit seinem ältesten Bruder Adolf X. und von 1474 bis 1492 zusammen mit seinem Bruder Anton. In der Regierungszeit mit seinem Bruder Adolf X. ließ er 1472 in Pinneberg an Stelle der alten Burg ein Renaissanceschloss bauen.

In Stadthagen stiftete Erich 1486 ein Franziskanerkloster, welches erst nach seinem Tod fertiggestellt wurde. Über das Leben Erichs II. in der Stammgrafschaft Schaumburg schreibt der Historiker Cyriacus Spangenberg (1528–1604) in seinem Buch Chronicon und historische Beschreibung der löblichen alten Graffschaft Schaumburg: 

„Erich der 2. Graff zu Holstein Schawenburg stifftet das barfüsser Closter zum Stadthagen. Item das Süsterhaus zu Oldendorff, zog mit einem Krieges Volck in das Fürstenthumb Braunschweig für Sarstedt, verstörte und verbrannte dasselbige und legte sich darnach nieder und starb Anno 1485 [!], am Sontag Oculi, und wardt zu Stadthagen im Barfüsser Closter vergraben.“